# Precision Approach Path Indicator

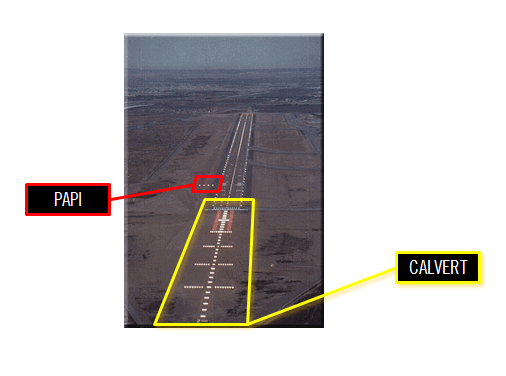
Una pista di atterraggio. Sulla sinistra sono visibili (evidenziate dal riquadro rosso) le quattro luci del PAPI, colorate tutte di bianco, ad indicare che la quota da cui è scattata la foto è decisamente troppo elevata per un corretto atterraggio.

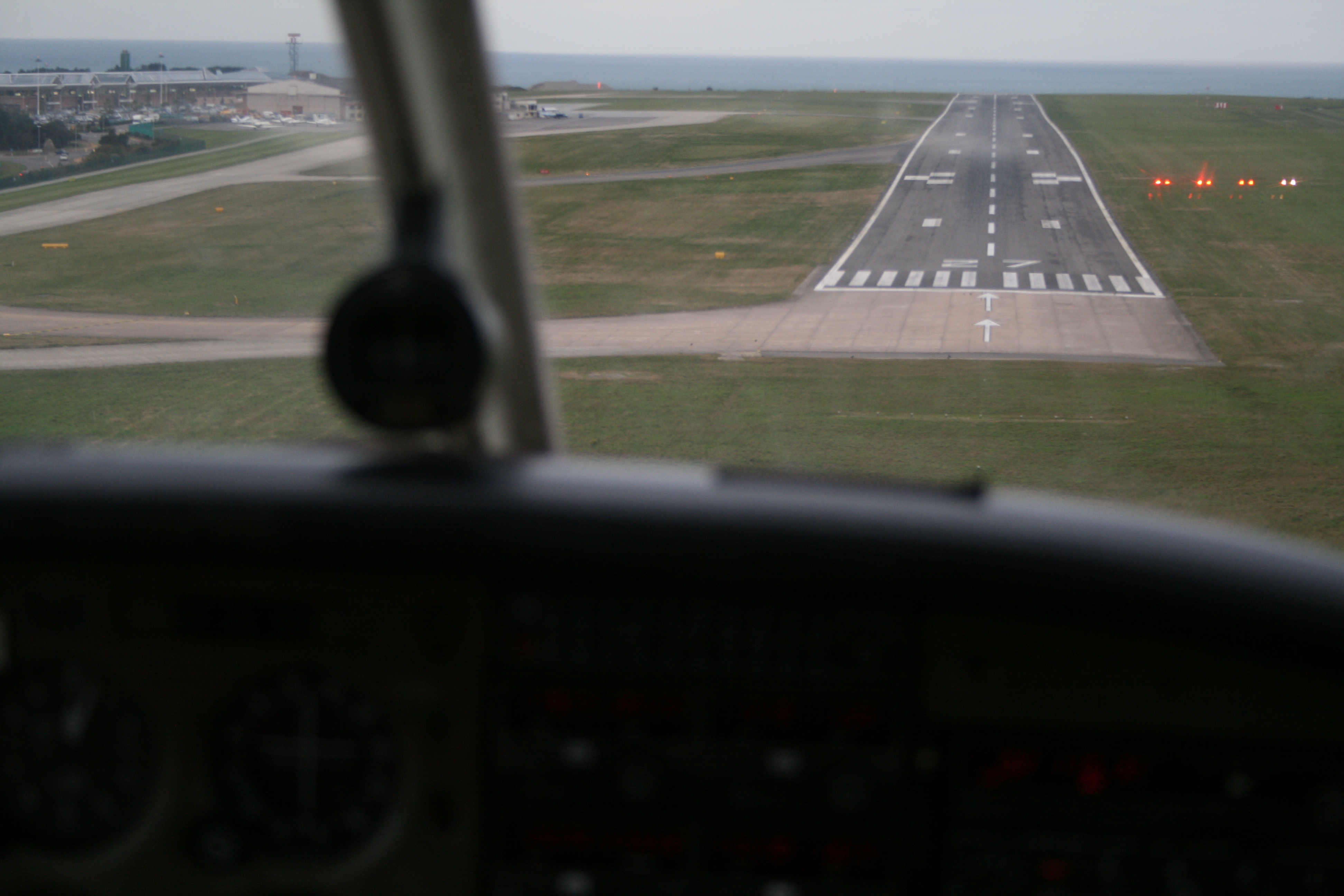
Il PAPI alla destra della pista indica una quota leggermente al di sotto di quella corretta per l'avvicinamento.

In aeronautica, il PAPI (acronimo di Precision Approach Path Indicator) è un sistema luminoso di avvicinamento costituito, generalmente, da quattro luci bicromatiche, poste a lato della pista (normalmente sul lato sinistro), che permette agli aeromobili di mantenere la corretta altitudine nel sentiero di discesa durante la fase di avvicinamento e di atterraggio su di aeroporto.

## Funzionamento del PAPI a quattro luci
- tutte le quattro luci sono rosse: si è decisamente troppo bassi;

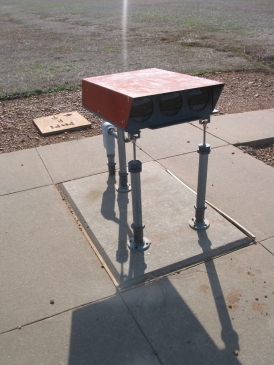
Tipologia di segnale luminoso PAPI visto da vicino.

- tre luci sono rosse e una è bianca: si è leggermente bassi;
- due luci sono rosse e due sono bianche: si è alla quota corretta per l'avvicinamento;
- tre luci sono bianche e una è rossa: si è leggermente alti;
- tutte le quattro luci sono bianche: si è decisamente troppo alti.

## Funzionamento del PAPI a due luci
Il PAPI a due luci è chiamato APAPI (Abbreviated Precision Approach Path Indicator) e utilizza i seguenti codici luminosi:
- entrambe le luci sono rosse: si è troppo bassi;
- una luce è rossa e una è bianca: si è alla quota corretta per l'avvicinamento;
- entrambe le luci sono bianche: si è decisamente troppo alti.

Questo impianto adotta un sistema per il quale il colore delle luci cambia in base all'inclinazione con cui le si osserva ed è costituito da complessi catadiottrici comprendenti lenti frontali "piano convesse sferiche" e riflettori parabolici in lamiera di alluminio purissimo. Tra le lenti e le parabole sono collocati dei filtri rossi.